# Schottky-Anomalie
Die Schottky-Anomalie (nach Walter Schottky) ist in der statistischen Physik ein Peak der Wärmekapazität bei kleinen Temperaturen in Zwei-Niveau-Systemen. Die Schottky-Anomalie kann genutzt werden, um Energieniveaus in Festkörpern zu bestimmen.

## Herleitung

Verlauf der Wärmekapazität mit Schottky-Anomalie

In einem System, dessen Teilchen entweder die Energie 0 oder {\displaystyle \epsilon } annehmen können (Zwei-Niveau-System), ist der Erwartungswert der Energie eines Teilchens im kanonischen Ensemble:
{\displaystyle \langle \epsilon \rangle =\epsilon \cdot {\frac {e^{-\beta \epsilon }}{1+e^{-\beta \epsilon }}}={\frac {\epsilon }{e^{+\beta \epsilon }+1}}}
mit der inversen Temperatur {\displaystyle \beta ={\frac {1}{k_{\mathrm {B} }T}}} und der Boltzmann-Konstanten {\displaystyle k_{\mathrm {B} }}. Die Gesamt-Energie {\displaystyle N} unabhängiger Teilchen ist somit:
{\displaystyle U=N\langle \epsilon \rangle ={\frac {N\epsilon }{e^{+\beta \epsilon }+1}}}
Die Wärmekapazität ist demnach:
{\displaystyle C=\left({\frac {\partial U}{\partial T}}\right)=-{\frac {1}{k_{\mathrm {B} }T^{2}}}{\frac {\partial U}{\partial \beta }}=Nk_{\mathrm {B} }\left({\frac {\epsilon }{k_{\mathrm {B} }T}}\right)^{2}{\frac {e^{+{\frac {\epsilon }{k_{\mathrm {B} }T}}}}{\left(e^{+{\frac {\epsilon }{k_{\mathrm {B} }T}}}+1\right)^{2}}}}
Diese Funktion ist in Abhängigkeit von der Temperatur im rechts abgebildeten Diagramm dargestellt. Den deutlichen Peak bei {\displaystyle k_{\mathrm {B} }T\approx 0{,}417\epsilon } bezeichnet man als Schottky-Anomalie. Bei Temperaturen, wie sie bei der Anomalie herrschen, ist es möglich, viele Teilchen (z. B. Spins in einem Magneten) ins obere Energie-Niveau anzuregen, während unterhalb dieser Temperatur für viele Anregungen zu wenig Energie zur Verfügung steht und das System bei deutlich höheren Temperaturen in die Sättigung geht. Im Gegensatz zu Phasenübergängen, bei denen die Wärmekapazität divergiert, ist der Peak, der auf die Schottky-Anomalie zurückgeht, breit und glatt.